# Paulden
Paulden és una concentració de població designada pel cens dels Estats Units a l'estat d'Arizona. Segons el cens del 2000 tenia 3.420 habitants.

## Demografia
Segons el cens del 2000, Paulden tenia 3.420 habitants, 1.144 habitatges, i 925 famílies La densitat de població era de 21 habitants/km².
Dels 1.144 habitatges en un 40,2% hi vivien nens de menys de 18 anys, en un 67,4% hi vivien parelles casades, en un 7,1% dones solteres, i en un 19,1% no eren unitats familiars. En el 13,9% dels habitatges hi vivien persones soles el 3,1% de les quals corresponia a persones de 65 anys o més que vivien soles. El nombre mitjà de persones vivint en cada habitatge era de 2,99 i el nombre mitjà de persones que vivien en cada família era de 3,28.
Per edats la població es repartia de la següent manera: un 31,5% tenia menys de 18 anys, un 6,2% entre 18 i 24, un 28,3% entre 25 i 44, un 25,4% de 45 a 60 i un 8,5% 65 anys o més.
L'edat mediana era de 35 anys. Per cada 100 dones de 18 o més anys hi havia 105,4 homes.
La renda mediana per habitatge era de 32.532 $ i la renda mediana per família de 31.538 $. Els homes tenien una renda mediana de 26.216 $ mentre que les dones 21.641 $. La renda per capita de la població era de 13.423 $. Aproximadament el 14,2% de les famílies i el 17,3% de la població estaven per davall del llindar de pobresa.

## Poblacions més properes
El següent diagrama mostra les poblacions més properes.